# Italské velvyslanectví v Praze
Italské velvyslanectví v Praze, krátce též italská ambasáda (italsky Ambasciata d'Italia a Praga) je zastupitelský úřad Italské republiky v Česku. Sídlí na adrese Nerudova 20, Praha 1-Malá Strana.
Současným velvyslancem je J.E. Francesco Saverio Nisio

## Sídlo
Instituce sídlí v rozlehlém Kolovratském paláci (dříve Thun-Hohenštejnském) v Nerudově ulici č. 20 na Malé Straně v městské části Praha 1, v těsném sousedství kostela Panny Marie Matky ustavičné pomoci při klášteře kajetánů/theatinů. Na protější straně Nerudovy ulice v Morzinském paláci sídlí úřad velvyslanectví Rumunska.
Barokní vrata ve vstupním průčelí paláce střeží dva kamenní orli.